# Alice Wolfson
Alice Wolfson est une militante politique spécialisée sur les questions de santé reproductive des femmes, avocate et cofondatrice du National Women's Health Network. 
Elle est diplômée du Barnard College et ancienne boursière Fulbright.

## Biographie
Elle a joué un rôle important lors des audiences sur la pilule Nelson à Capitol Hill, où elle et d'autres féministes de la santé bientôt éminentes sont galvanisées par leur succès à avertir les femmes des effets secondaires dangereux de la pilule.
En 1968, elle signe l'engagement « Writers and Editors War Tax Protest », s'engageant à refuser le paiement des impôts pour protester contre la Guerre du Viêt Nam.
Elle travaille dans les années 1990 pour obtenir des dommages-intérêts pour les femmes souffrant de complications liées à des implants mammaires.
Aujourd'hui[évasif], Alice Wolfson est une avocate spécialisée dans les soins de santé pour les femmes. Wolfson est préoccupée par les nouvelles méthodes de contraception hormonale et préconise l'utilisation de méthodes de barrière par rapport aux contraceptifs oraux ou injectables. Elle estime qu'« il est criminel de suggérer autre chose que des préservatifs ».